# Cá khế vằn
Cá khế vằn, tên khoa học Gnathanodon speciosus, là một loài cá thuộc họ Cá khế. Nó là loài cá biển lớn và là loài duy nhất của chi Gnathanodon. Loài cá này phân bố rộng khắp ở các vùng nước nhiệt đới và cận nhiệt đới vùng biển của Ấn Độ và Thái Bình Dương, từ Nam Phi ở phía tây Trung Mỹ ở phía đông, kéo dài Nhật Bản ở phía bắc và Úc ở phía nam. Loài này chủ yếu là sống ở vùng biển ven bờ nơi nó sinh sống ở cả rạn san hô và đáy biển có cát. Loài này có thể dài tới 120 cm và nặng đến 15 kg. Lúc còn chưa trưởng thành chúng bơi thành bầy, thường theo gần các đối tượng lớn hơn bao gồm cá mập và sứa. Loài sử dụng hàm có thể căng ra để hút con mồi từ cát hoặc rạn san hô, và ăn nhiều loại cá, giáp xác và động vật thân mềm. Chúng tập hợp để đẻ trứng vào ban đêm tại những thời điểm khác nhau trong năm trên toàn phạm vi của nó. Loài cá khế vàng này là một thủy sản có tầm quan trọng ở Trung Đông và có tầm quan trọng nhỏ ở các khu vực khác.